# Hannah Taylor-Gordon
Hannah Taylor-Gordon (Londres, 6 de marzo de 1987) es una actriz y modelo inglesa conocida por su papel de Anne Frank en la película: Anne Frank: The Whole Story en la fue nominada a un Globo de Oro y Emmy a mejor actriz en 2002. También es conocida por sus papeles protagónicos en las películas:""El despertar del amor" y "Una señal de esperanza" que protagoniza con Robin Williams.

## Biografía
Hija de Claire y Andrew Gordon. Comenzó su carrera desde que tiene cuatro años de edad. Su primer papel fue en la serie de televisión del Reino Unido Casualty. Luego apareció en la película La casa de los espíritus. 
Sin embargo, es más conocida por su interpretación de Ana Frank en la miniserie Anne Frank: The Whole Story (2001). Gracias a este papel, obtuvo su presentación de candidaturas para un Golden Globe y un Premio Emmy. En 2006, participó en el filme The Fine Art of Love. Recientemente actuó en el festival de la marea alta por escrito en Suffolk. Estudió historia del arte italiano y en el University College de Londres y se formaron en el método que actúa la escuela Lee Strasberg Theatre y en la Escuela de Cine de Nueva York este año.

## Cine
- La casa de los espíritus (1993)
- Don't Get Me Started (1994)
- Four Weddings and a Funeral (1994)
- Mary Shelley's Frankenstein (1994)
- Saint-Ex (1996)
- Passion's Way (1999)
- Mansfield Park (1999)
- Jakob the Liar (1999)
- Secret Passage (2004)
- Vípere au poing (2004)
- The Fine Art of Love: Mine Ha-Ha (2005)

## Televisión
- Casualty (1991)
- Against All Odds: Lost and Found (1994)
- Buffalo Girls (1995)
- Anne Frank: The Whole Story (2001)
- The Ten Commandments (2006)